# Королевский, Константин Юрьевич
Константин Юрьевич Королевский (16 октября, 1965, Красный Луч, Луганская область, УССР) — российский государственный деятель. С 2016 года по январь 2018 года вице-президент ФК «Крымтеплица», выступающего в Премьер-лиге КФС. Брат украинского политика и предпринимателя Натальи Королевской.

## Биография
Родился 16 октября 1965 года в городе Красный Луч, Луганская область УССР.

### Образование
В 1982 году поступил в Коммунарский горно-металлургический институт, г. Коммунарск, УССР.
С 1984 по 1986 год служил в Советской армии.
В 1989 году окончил с красным дипломом (Ленинский стипендиат) горный факультет по специальности горный инженер. Во время учёбы в институте стал заниматься научной деятельностью.
Доктор экономических наук. Автор свыше 40 научных статей, трёх монографий, участник многих научных симпозиумов и конференций.

### Коммерческая деятельность
С 1987 года работал в объединении «Донбассантрацит» на шахте «Хрустальная» подземным проходчиком. Но, проработав недолго, уже в 1989 году Константин Юрьевич становится главным инженером и директором инженерно-экономической фирмы «Новотроника» (Украина).
1990—1993 Работает в области торговли углем и металлом в испанско-украинском предприятии «Этко», соучредителем которого являлся. В это же время с ним совместно работала сестра Наталья Королевская.

### Государственная деятельность
В 1997—1998 главный специалист, начальник отдела Управления внебюджетного планирования развития города Правительства Москвы, г. Москва.
В 1998—1998 руководитель Финансового департамента Министерства Российской Федерации по земельной политике, строительству и жилищно-коммунальному хозяйству.
В 1999—2002 первый заместитель генерального директора государственного унитарного предприятия «Управление экспериментальной застройки микрорайонов».
В 2002—2009 начальник Управления, в период с 2004 по 2008 исполняет обязанности первого заместителя руководителя Департамента градостроительной политики города Москва.
С 2008 года совмещает руководство работой кафедры «Техническое регулирование» в Московском Государственном Строительном Университет (МГСУ) с основным местом работы.
С 2009 по 2010 годы — заместитель директора Департамента промышленности и инфраструктуры Правительства Российской Федерации.
С июня 2010 года по июнь 2011 — Заместитель Министра регионального развития Российской Федерации
В Минрегионе Королевский К. Ю. курировал множество задач, одной из них было решение проблем обманутых дольщиков. Периодически проводились совещания с губернаторами по долгостроям, намечались пути и сроки окончания строительства проблемных жилых многоквартирных домов, где пострадали граждане-дольщики. За полгода в стране было окончено строительство 30 долгостроев, дольщики получили квартиры. Константин Юрьевич Королевский единственный федеральный чиновник, который курировал решение проблем обманутых дольщиков на федеральном уровне.
Фигурант уголовного дела о растрате и присвоении более 130 миллионов рублей из бюджета города Москвы, в рамках реализации программы «Народный гараж».
В отличие от своей сестры, поддерживает присоединение Крыма к РФ.

## Семья
- Отец, Юрий Васильевич Королевский — директор шахты.
- Мать, Лариса Петровна Королевская — учительница в школе.
- Сестра — Наталия Юрьевна Королевская — украинский государственный и политический деятель, олигарх, чье состояние оценивается в 200 миллионов долларов.[источник не указан 707 дней]

## Награды
- Медаль ордена «За заслуги перед Отечеством» II степени
- Медаль «В память 850-летия Москвы»
- Заслуженный строитель Российской Федерации
- Почётная грамота Кабинета Министров Украины (10 декабря 2002 года) — за значительный личный вклад в развитие торгово-экономических связей Украины и по случаю завершения Года Украины в Российской Федерации[4]

## Работы
- Брошюра «Правовые основы государственного кредита, регулирования государственных расходов, валютного законодательства и страхования» — М. МГСУ. 2001 Королевский К. Ю.

## Увлечения
Увлекается конным спортом, фотографией. Много путешествует.